# ウィリアムズ・FW16
ウィリアムズFW16 (Williams FW16) は、ウィリアムズが1994年のF1世界選手権で使用したフォーミュラ1カー。パトリック・ヘッドとエイドリアン・ニューウェイが設計した。第9戦ドイツGP以降はBスペックのFW16Bが使用された。

## FW16

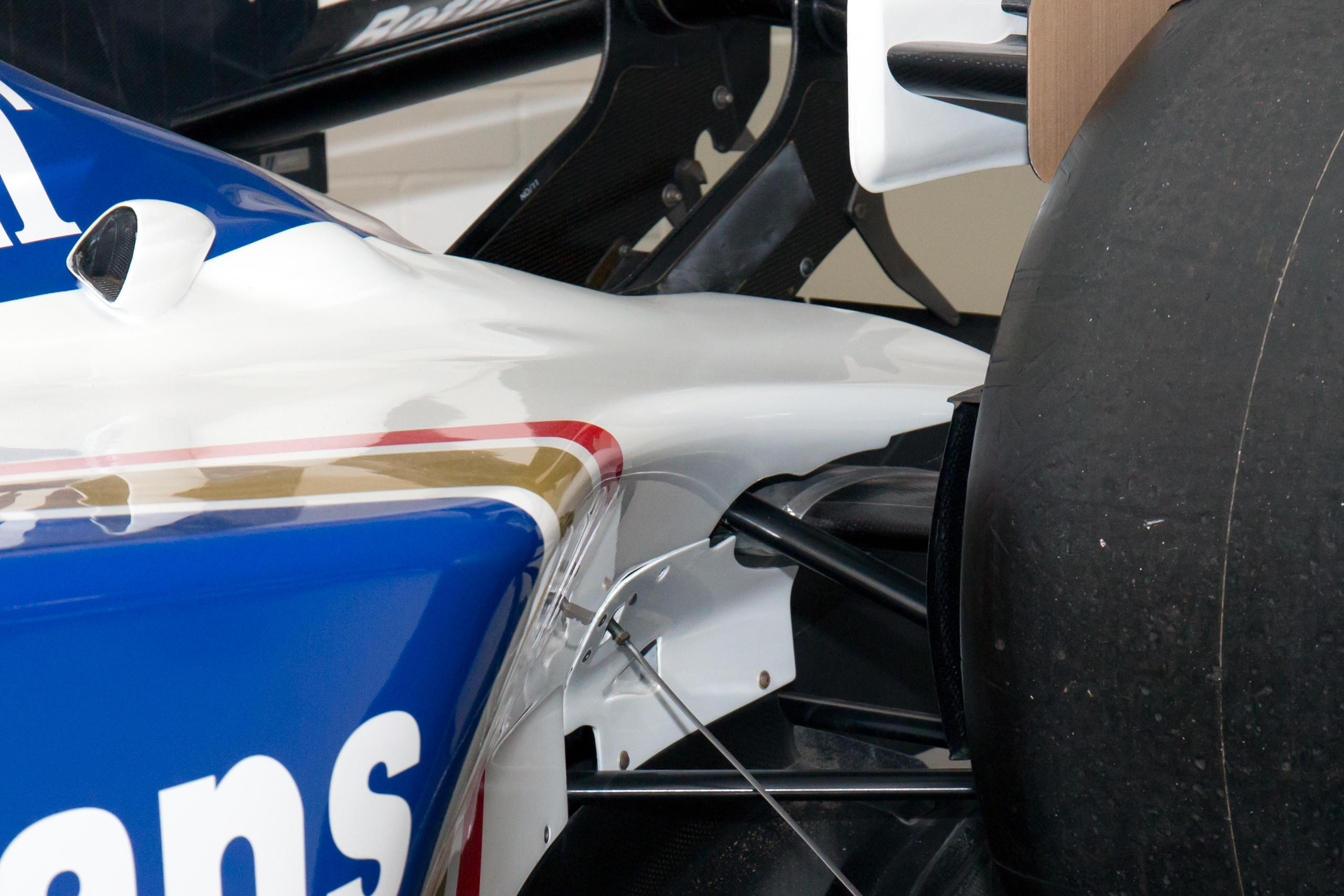
ドライブシャフトを覆うリアサスペンションアーム

FW16ではリアエンドのエアロダイナミクス処理に工夫がなされた。リアウィング下段（ビームウィング）周辺の気流を整えることで、ディフューザーからの引き抜き効果を高めることが狙いだった。ダブルウィッシュボーンのアッパーアームによって気流が乱れることを避けるため、アッパーアームをアクスルセンター位置まで120mm下げ、ドライブシャフトを覆う翼状のカバーを兼ねることで整流効果を高めた。ビームウィング自体は中央が隆起するブーメラン形状となった。さらに、通常はビームウィングの下にあるテールライトを前方に移し、エンジンカバーの末端部に透明なカバーを付けて設置した。
アクティブサスペンションの効果が高かったゆえに逆に失ったダメージが大きかった。
開発メンバーは空力面を追求するため従来とは異なる新たなサスペンション設計をF1に持ち込んだが、この実現は基礎工学とストレス解析をコンピューターが解析して始めて可能になったものであり、F1の技術進歩を証明するものであった。だが、マシンの基本設計はアクティブサスペンションを使用を前提にした設計であったことや、1993年シーズン半ばでのレギュレーション変更によりアクティブサスペンションなどハイテク装備が禁止された影響でマシン開発に混乱が生じ、大幅な設計変更が必要となった。この影響でマシンの完成は遅れ、本格的なテスト開始は開幕直前にまで遅れた。
マクラーレンから3度の世界王者アイルトン・セナを迎え、1994年のチャンピオン最有力と目されていたが、シーズン前のテストからFＷ16は車高変化に対して神経質な挙動を示し、突然リアが滑って、ドライバーがスピンを喫する場面が幾度か見られた。開幕から2戦連続でベネトンのミハエル・シューマッハに優勝を決められ、セナは2戦連続リタイアと最悪の出だしとなった。セナは第3戦サンマリノGP前、ゲルハルト・ベルガーに対して「ゲルハルト、マシンをドライブするなんてことはできないよ。マシンには空力的にドライブが難しい部分があったようだ。パフォーマンスは最悪で、まだ乗りこなせていない」と漏らしていた。
チームは空力に問題があると判断し、第2戦終了後に路面がバンピーなノガロでプライベートテストを実施し、大型化したサイドポッドが原因であると突き止めた。サイドポッドを長くすると床下のフロア面積が増え、グラウンド・エフェクトが向上する反面、マシンが沈み込んでフロアが路面に接近すると、サイドポッドの前縁部分で気流が剥離し、後方のディフューザーをストールさせていた。チームは短縮版サイドポッドの製作に取りかかったが、サンマリノGPではセナが事故死をしてしまうという悲劇のマシンになってしまった（詳しくは1994年サンマリノグランプリ#裁判およびアイルトン・セナの死を参照を参照）。
サンマリノGPの事故を受け、第5戦スペインGP以降、ディフューザーの短縮、フロント翼端板のボーテックスジェネレーター撤去、エンジンカバーの開口（ラム圧減少）、コクピット開口部の拡大といった矢継ぎ早のレギュレーション変更への対応に追われた。

### スペック

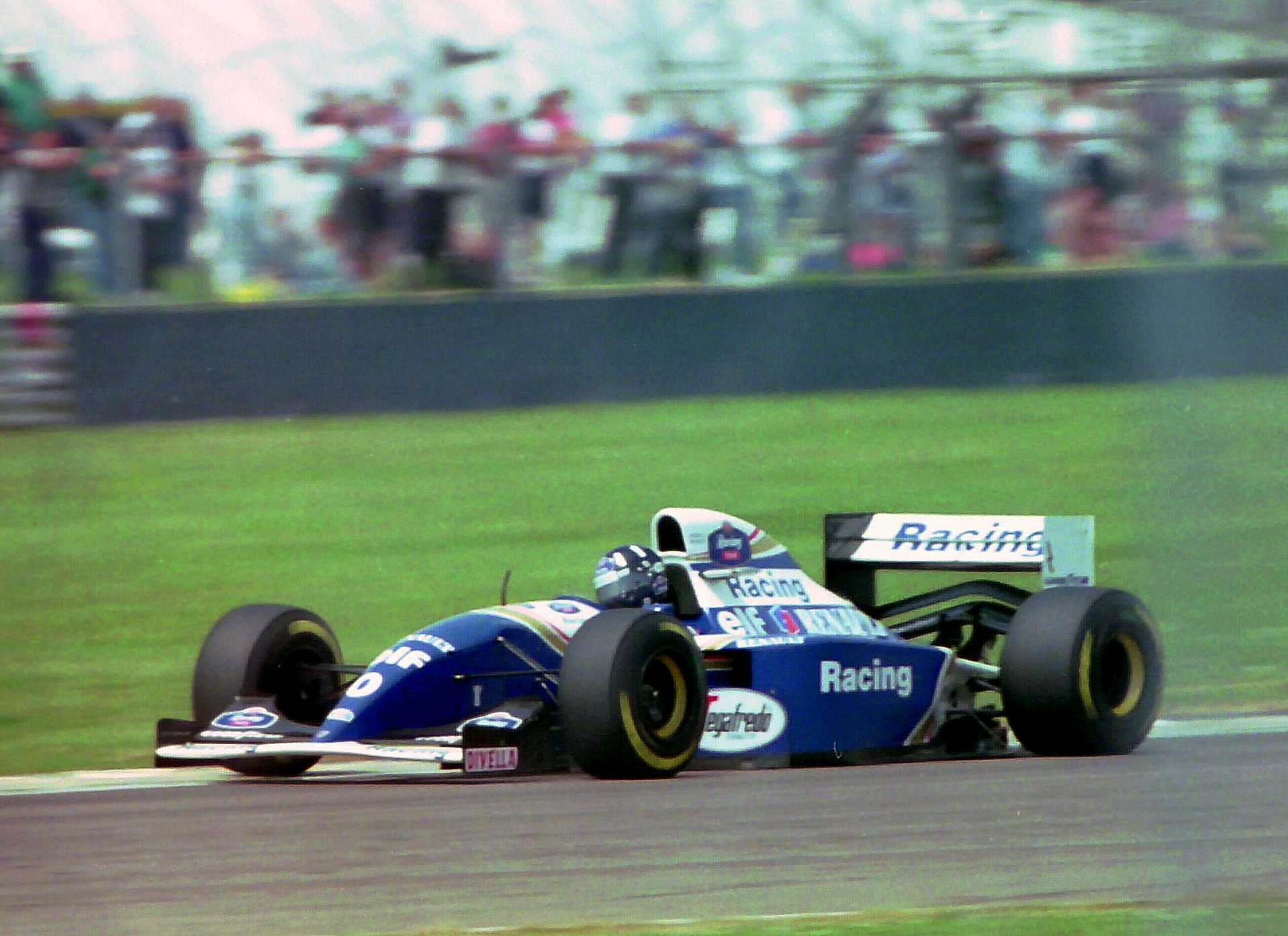
1994年イギリスGPにてFW16をドライブするデイモン・ヒル

#### シャーシ
- シャーシ名 FW16
- 全長 4,200 mm
- ホイルベース 2,990 mm
- 前トレッド 1,670 mm
- 後トレッド 1,600 mm
- クラッチ AP
- ブレーキキャリパー AP
- ホイール O・Z
- タイヤ グッドイヤー

#### エンジン
- エンジン名 ルノーRS6
- 気筒数・角度 V型10気筒・67度
- 排気量 3,500cc
- スパークプラグ チャンピオン
- ギヤボックス 6速セミオートマチック
- 燃料・潤滑油 エルフ

## FW16B

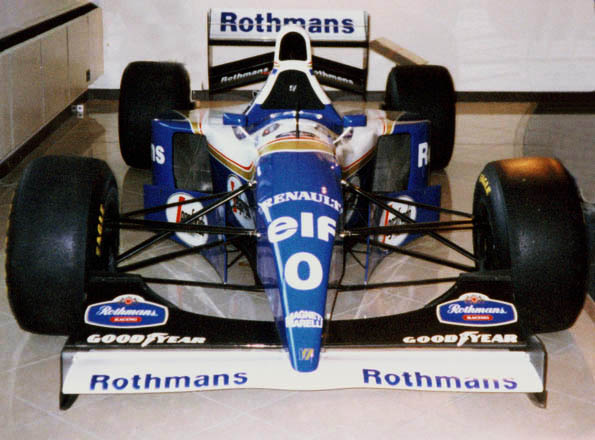
シーズン途中から投入されたFW16B。コクピットサイドにバージボードを装着。

第9戦ドイツGPではダウンフォースを削減するため、車体底面に厚さ10mmの木製の擦り板（スキッドブロック）を装着することが義務付けられた。FW16Bはこのタイミングに合わせて投入された。おもな改良点はサスペンションジオメトリーの修正、サイドディフレクターの大型化、サイドポンツーンの小型化などで、新たにショートストローク化したRS6Bを搭載した。
安全上のレギュレーション変更によりダウンフォースは減少したものの、スキッドブロック装着にって強制的に車高が上げられた結果、神経質な空力特性は改善された。ウィリアムズはコンストラクターズチャンピオンの3連覇に成功した。ドライバーズランキングは最終戦までもつれ、デイモン・ヒルが惜しくも1ポイント差で2位に終わった。

### スペック

#### シャーシ
- シャーシ名 FW16B
- 全長 4,200 mm
- ホイルベース 2,990 mm
- 前トレッド 1,670 mm
- 後トレッド 1,600 mm
- クラッチ AP
- ブレーキキャリパー AP
- ホイール O・Z
- タイヤ グッドイヤー

#### エンジン
- エンジン名 ルノーRS6B
- 気筒数・角度 V型10気筒・67度
- 排気量 3,500cc
- スパークプラグ チャンピオン
- ギヤボックス 6速セミオートマチック
- 燃料・潤滑油 エルフ

## FW16C
翌年からレギュレーションが改定されエンジン排気量が3リッターになることから、それに向けたエンジンを搭載したテストカーである。1994年12月20日から22日にかけてポール・リカールでテストが行われ、デイモン・ヒル、ジャン＝クリストフ・ブイヨン、エマニュエル・コラールがドライブした。

## 記録
| 年   | マシン | No. | ドライバー | 1   | 2   | 3   | 4   | 5   | 6   | 7   | 8   | 9   | 10  | 11  | 12  | 13  | 14  | 15  | 16  | ポイント | ランキング |
| 年   | マシン | No. | ドライバー | BRA | PAC | SMR | MON | ESP | CAN | FRA | GBR | GER | HUN | BEL | ITA | POR | EUR | JPN | AUS | ポイント | ランキング |
| ---- | ------ | --- | ---------- | --- | --- | --- | --- | --- | --- | --- | --- | --- | --- | --- | --- | --- | --- | --- | --- | -------- | ---------- |
| 1994 | FW16   | 0   | ヒル       | 2   | Ret | 6   | Ret | 1   | 2   | 2   | 1   |     |     |     |     |     |     |     |     | 118      | 1位        |
| 1994 | FW16   | 2   | セナ       | Ret | Ret | Ret |     |     |     |     |     |     |     |     |     |     |     |     |     | 118      | 1位        |
| 1994 | FW16   | 2   | クルサード |     |     |     |     | Ret | 5   |     | 5   |     |     |     |     |     |     |     |     | 118      | 1位        |
| 1994 | FW16   | 2   | マンセル   |     |     |     |     |     |     | Ret |     |     |     |     |     |     |     |     |     | 118      | 1位        |
| 1994 | FW16B  | 0   | ヒル       |     |     |     |     |     |     |     |     | 8   | 2   | 1   | 1   | 1   | 2   | 1   | Ret | 118      | 1位        |
| 1994 | FW16B  | 2   | クルサード |     |     |     |     |     |     |     |     | Ret | Ret | 4   | 6   | 2   |     |     |     | 118      | 1位        |
| 1994 | FW16B  | 2   | マンセル   |     |     |     |     |     |     |     |     |     |     |     |     |     | Ret | 4   | 1   | 118      | 1位        |

- 太字はポールポジション、斜字はファステストラップ。(key)